# Ligne de Tabia à Akid Abbes
La ligne de Tabia à Akid Abbes est l'une des lignes du réseau ferroviaire algérien. Longue de 134 km, elle relie la gare de Tabia (wilaya de Sidi Bel Abbès) à celle de Akid Abbes (wilaya de Tlemcen), à la frontière algéro-marocaine, en desservant Tlemcen.

## Histoire
Une ligne d'Oran à Tlemcen par Sainte-Barbe-du-Tlélat (actuelle Oued Tlelat) et Sidi Bel Abbès était prévue dans le premier plan de chemins de fer en Algérie de 1857, mais elle ne sera pas construite dans le cadre de la réalisation des lignes ce plan,. 
Le deuxième plan de 1874 permet la création de la ligne de Sainte-Barbe-du-Tlélat à Sidi Bel Abbès, laquelle sera mise en service en 1877. Cependant, la prolongation de cette ligne jusqu'à Tlemcen n'est toujours pas planifiée. Toutefois, le troisième de 1879 prévoit la réalisation d'une ligne d'Oran à Tlemcen mais via Aïn Témouchent. La ligne d'Oran à Aïn Témouchent est réalisée en 1885, sa prolongation vers Tlemcen est alors abandonnée. Entretemps, la ligne d'Oran à Sidi Bel Abbès est prolongée jusqu'à Tabia est mise en service en 1883,.
Lors de l'attribution des concessions des lignes prévues dans le cadre du troisième plan, la Compagnie de l'Ouest algérien se voit concéder le 16 juillet 1885 la construction de la ligne reliant Tabia à Tlemcen via Lamoricière (actuelle Ouled Mimoun). Cette ligne est conçue comme une branche de celle d'Oran à Crampel via Tabia. La ligne de Tabia à Tlemcen est mise en service par étapes : 
- de Tabia à Aïn Tellout, le 8 août 1887 ;
- de Aïn Tellout à Lamoricière (actuelle Ouled Mimoun), le 20 juillet 1887 ;
- de Lamoricière à Aïn Fezza, le 12 août 1889
- de Aïn Fezza à Tlemcen, le 9 août 1890.

La loi du 29 décembre 1903 concède à la compagnie de l'Ouest algérien le prolongement de la ligne de Tabia à Tlemcen jusqu'à Oujda, au Maroc, quelques kilomètres après la frontière algéro-marocaine. Ce prolongement est mise en service par étapes :
- de Tlemcen à Turenne (actuelle Sabra), le 8 octobre 1907 ;
- de Turenne à Marnia (actuelle Maghnia), le 9 avril 1910 ;
- de Marnia à Zoudj Beghal (actuelle Akid Abbes), 21 avril 1910 ;
- de Zoudj Beghal à Oujda, le 5 octobre 1911.

La mise en service de ce dernier prolongement entraîne une réorganisation des lignes au sud d'Oran :
- la section de Sainte-Barbe-du-Tlélat à Tabia, de la ligne de Sainte-Barbe-du-Tlélat à Crampel (actuelle Redjem Demouche), et la ligne de Tabia à Oujda sont réunies pour former la nouvelle ligne de Sainte-Barbe-du-Tlélat à Oujda ;
- la section de Tabia à Crampel, de la ligne de Sainte-Barbe-du-Tlélat à Crampel, devient une ligne à part entière et forme la nouvelle ligne de Tabia à Crampel[3],[4].

En 1994, la liaison ferroviaire entre l'Algérie est le Maroc est interrompue à la suite de l'attentat du 24 août 1994 dans l'hôtel Atlas Asni de Marrakech qui a entrainé la fermeture de la frontière entre l'Algérie et le Maroc. À cette date, le terminus de la ligne devient la gare de Akid Abbes (anciennement Zoudj Beghal) et la ligne est dénommée : ligne de Tabia à Akid Abbès.

## La ligne

### Caractéristique
Longue de 134 km, c'est une voie unique à écartement normal et non électrifiée.

### Tracé
Principalement établie dans la partie occidentale de l'Atlas tellien (extrême nord-ouest de l'Algérie), la ligne a un profil de moyenne montagne avec une alternance de secteurs montagneux sinueux des djebels des monts de Tlemcen et de plaines (plaine de Sidi Bel Abbès, bassin de Tlemcen et plaine Maghnia).
La ligne traverse un relief assez escarpé qui lui entraîne un tracé comportant beaucoup de courbes, des tunnels et quelques viaducs imposants, tel le pont Eiffel à El Ourit, près de Tlemcen.
Le point de départ de la ligne, Tabia, est situé à une altitude de 623,590 m. Sur la première moitié de son parcours, la ligne a une ascension continue jusqu'à Aïn Fezza (PK 54,131) qui est son point culminant à 859,700 m d'altitude. À partir de Aïn Fezza, la ligne entame sa descente en direction de Akid Abbes (PK 132,517), située à une  altitude de 543,700 m. Le point le plus se situe à Maghnia, quelques kilomètres avant Akid Abbes.

Profil en long de la ligne de Tabia à Akid Abbes.

Le rayon minimum des courbes de raccordement est de 225 m. La pente ou rampe maximum par mètre est de 16 mm/m. Les longueurs des principales rampes ou pentes sont :
- rampe de 7 à 16 mm/m, sur 7,500 km, du PK 43,617 au PK 51,717, entre les gares de Oued Chouly (alt. 733,900 m) et de Aïn Fezza (alt. 859,700 m), dans l'ascension des monts de Tlemcen ;

- pente de 2 à 16 mm/m, sur 31,500 km, du PK 76,617 au PK 108,117, entre les gares de Aïn Douz (alt. 821,500 m) et de Sidi Medjahed (alt. 414,250 m), dans la descente des monts de Tlemcen.

### Profil

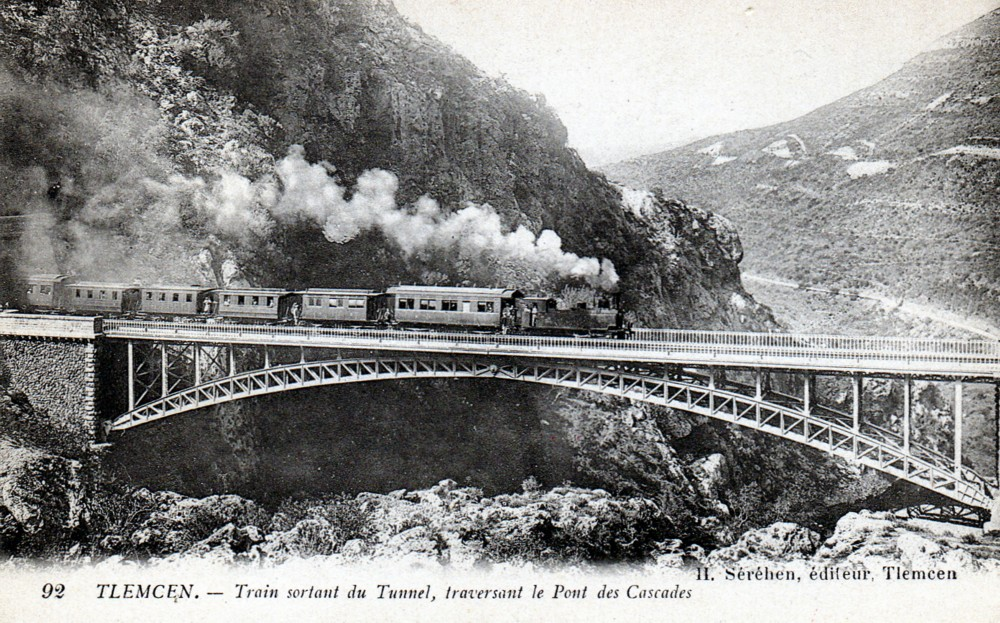
Le viaduc ferroviaire d'El Ourit, entre Aïn Fezza et Tlemcen.

La ligne a pour origine la gare de Tabia, gare établie à 623,590 m d'altitude dans le sud de la plaine de Sidi Bel Abbès, au sein de partie occidentale de l'Atlas tellien.
Quittant Tabia, en laissant à sa gauche la ligne de Tabia à Crampel se diriger vers le sud, la ligne demeure dans la plaine de Sidi Bel Abbès sur une vingtaine de kilomètres jusqu'à Aïn Tellout. De là, elle longe les contreforts nord des monts de Tlemcen jusqu'à Oued Chouly où elle entame l'ascension du djebel Hanif pour atteindre le point culminant de la ligne au niveau de Aïn Fezza (859,700 m d'altitude). Dans sa descente du versant occidental du djebel Hanîf, qu'elle traverse par plusieurs tunnels, la ligne franchit l'oued Safsaf par le viaduc d'El Ourit (construit par Eiffel en 1890) qui surplombe les cascades éponymes. 
Passé le Djebel Hanîf, la ligne entre dans la partie méridionale de la plaine de Tlemcen qu'elle parcourt sur quelques kilomètres à l'ouest de Tlemcen avant d'atteindre à nouveau les contreforts du versant nord des monts de Tlemcen. Une dizaine de tunnels et de hauts viaducs sont nécessaires pour traverser des avancées montagneuses (djebels Tamesguida et Taksempt) ou franchir les nombreux torrents du massif qui vont alimenter les affluents de l'oued Tafna que la ligne franchit peu avant la gare de Sidi Medjahed.
La ligne quitte la zone montagneuse au niveau de la gare de Tralimet pour descendre dans la cuvette de Maghnia (ou pleine de Maghnia) et atteindre la gare de la ville éponyme. À la sortie ouest de la gare, elle s'oriente vers le sud-ouest en direction de la gare de Akid Abbes qui fait office de gare frontière et qui est le terminus actuel de la ligne. À l'entrée de cette gare, la ligne laisse à sa droite la ligne en direction de Ghazaouet filer vers le nord au travers du massif des Trara. 

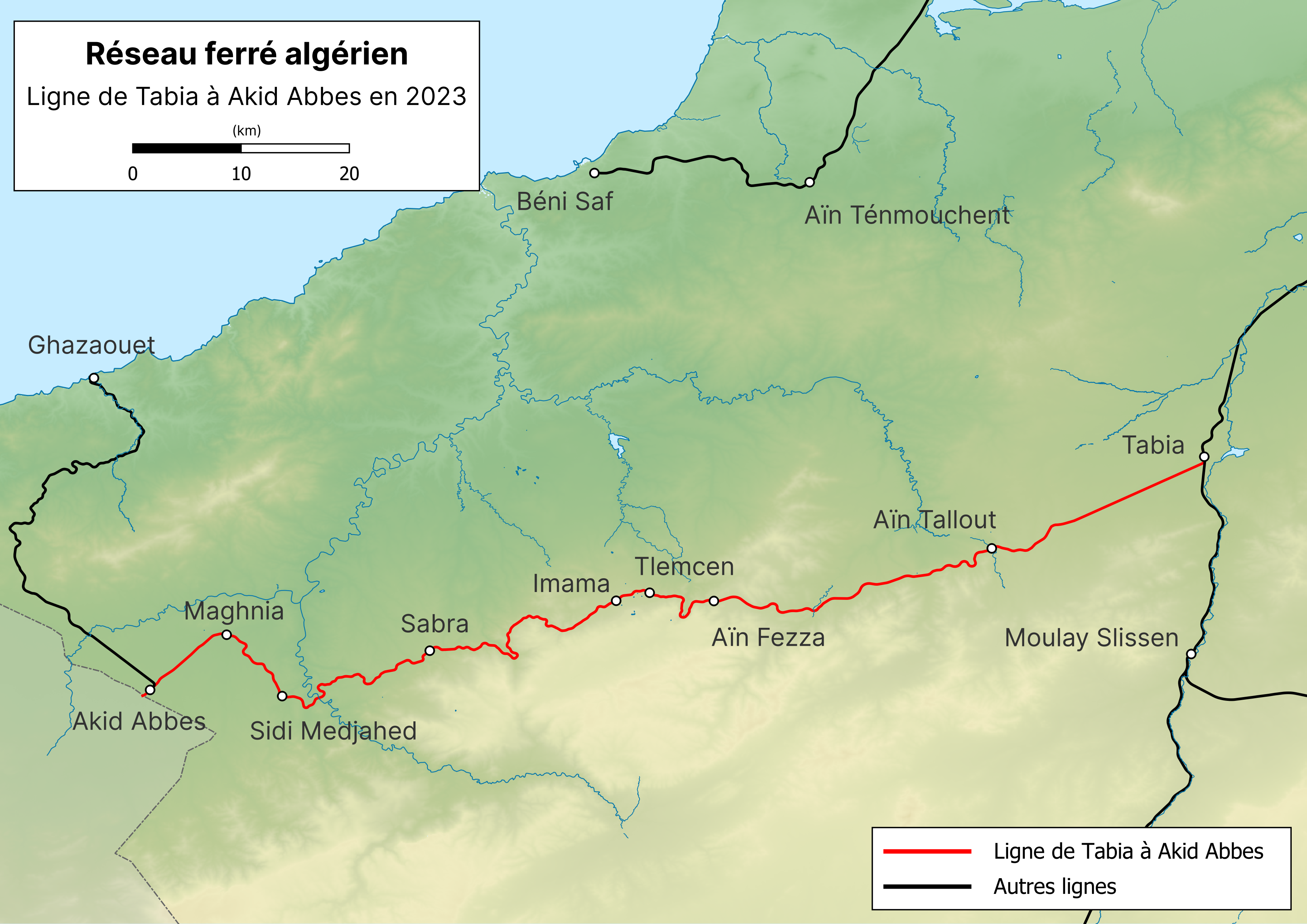
Tracé de la ligne de Tabia à Akid Abbes.

### Vitesses limites
Le trajet entre Tabia et Akid Abbes s'effectue à une vitesse moyenne entre 60  et   70 km/h.

## Service ferroviaire
La ligne permet le trafic voyageurs et de fret. Elle est empruntée par les trains régionaux des liaisons :
- Oran - Tlemcen[7] ;
- Tlemcen - Maghnia[8].

## Gares de la ligne
| Gare | Commune            | Wilaya         | PK(*)                | Altitude  | Services              |
| --- | ------------------ | -------------- | -------------------- | --------- | --------------------- |
| Tabia | Tabia              | Sidi Bel Abbès | PK 0 (74,883)        | 623,590 m | Trains régionaux      |
| Taffamane | Chettouane Belaila | Sidi Bel Abbès | PK 12,700 (87,583)   | 680,500 m | gare fermée           |
| Ben Badis | Ben Badis          | Sidi Bel Abbès | PK 22,134 (97,017)   | 742,450 m | gare fermée           |
| Aïn Tallout | Aïn Tallout        | Tlemcen        | PK 23,419 (98,302)   | 729,200 m | Trains régionaux      |
| Ouled Mimoun | Ouled Mimoun       | Tlemcen        | PK 32,128 (107,011)  | 715,000 m | Trains régionaux      |
| Oued Chouly | Oued Lakhdar       | Tlemcen        | PK 43,073 (117,956)  | 733,900 m | gare fermée           |
| Aïn Fezza | Aïn Fezza          | Tlemcen        | PK 54,131 (129,014)  | 859,700 m | Trains régionaux      |
| Tlemcen | Tlemcen            | Tlemcen        | PK 63,777 (138,660)  | 720,200 m | Trains régionaux fret |
| Pasteur | Tlemcen            | Tlemcen        |                      |           | Trains régionaux      |
| Imama | Mansourah          | Tlemcen        |                      |           | Trains régionaux      |
| Mansourah | Mansourah          | Tlemcen        | (143,250)            | 805,000 m | gare fermée           |
| Université de Tlemcen | Mansourah          | Tlemcen        |                      |           | Trains régionaux      |
| Aïn Douz | Beni Mester        | Tlemcen        | PK 75,589 (150,472)  | 821,500 m | Trains régionaux      |
| Zelboun | Beni Mester        | Tlemcen        | PK 78,758 (153,641)  | 800,500 m | Trains régionaux      |
| Ouled Benziane | Beni Mester        | Tlemcen        |                      |           | Trains régionaux      |
| Oued Zitoun | Sabra              | Tlemcen        |                      |           | Trains régionaux      |
| Sabra | Sabra              | Tlemcen        | PK 93,352 (168,235)  | 616,500 m | Trains régionaux      |
| Sidi Medjahed | Sidi Medjahed      | Tlemcen        | PK 109,392 (184,275) | 414,250 m | Trains régionaux      |
| Tralimet | Sidi Medjahed      | Tlemcen        | PK 114,174 (189,057) | 451,330 m | Trains régionaux      |
| Maghnia | Maghnia            | Tlemcen        | PK 123,024 (197,907) | 373,500 m | Trains régionaux      |
| Akid Abbes | Maghnia            | Tlemcen        | PK 132,517 (207,400) | 443,500 m | Gare fermée           |
| (*) Le premier nombre correspond au PK depuis la gare de Tabia, le second, entre parenthèses, correspond au PK depuis la gare de Oued Tlelat (PK 0 originel de la ligne). |                    |                |                      |           |                       |

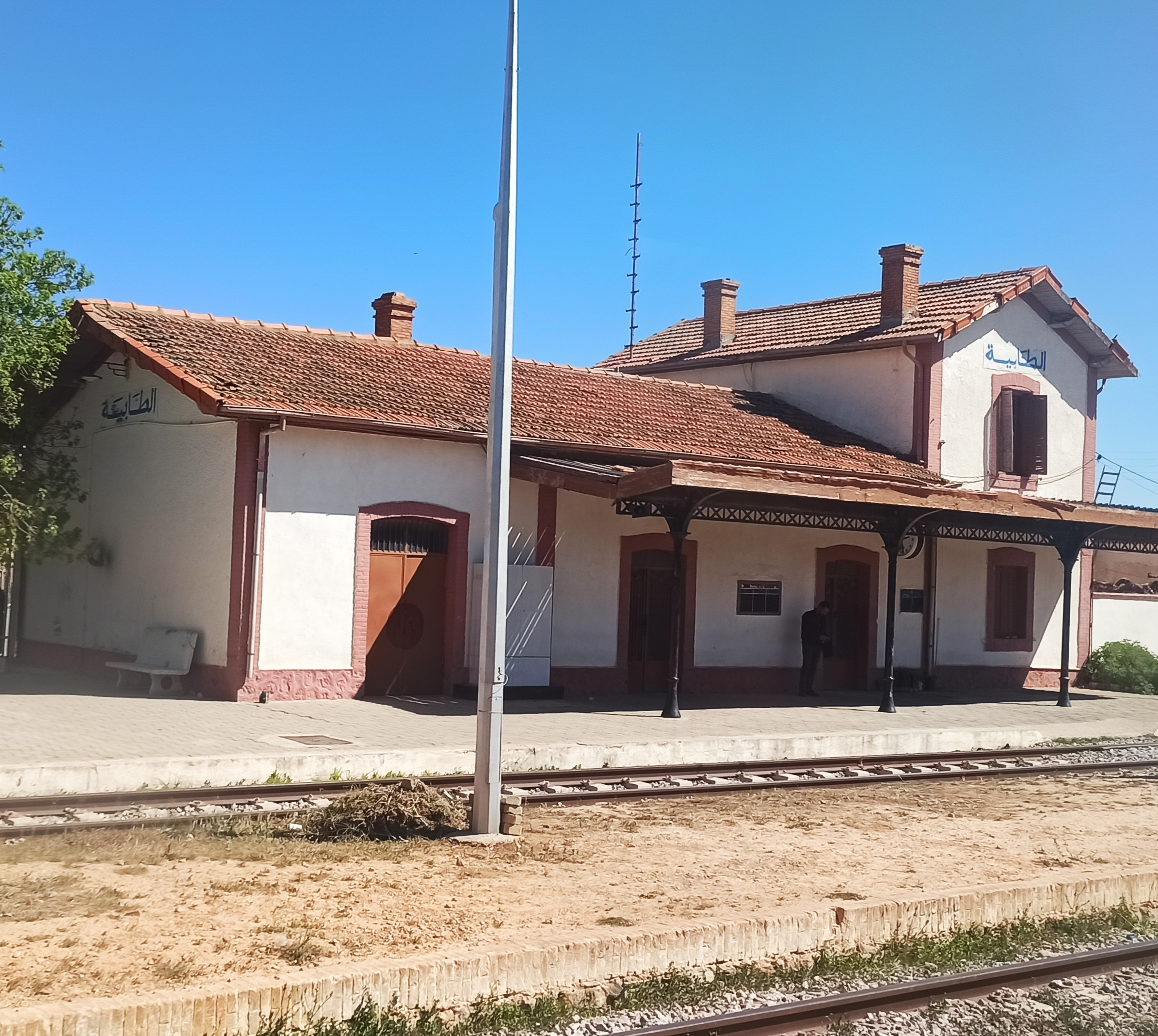
La gare de Tabia en 2020.
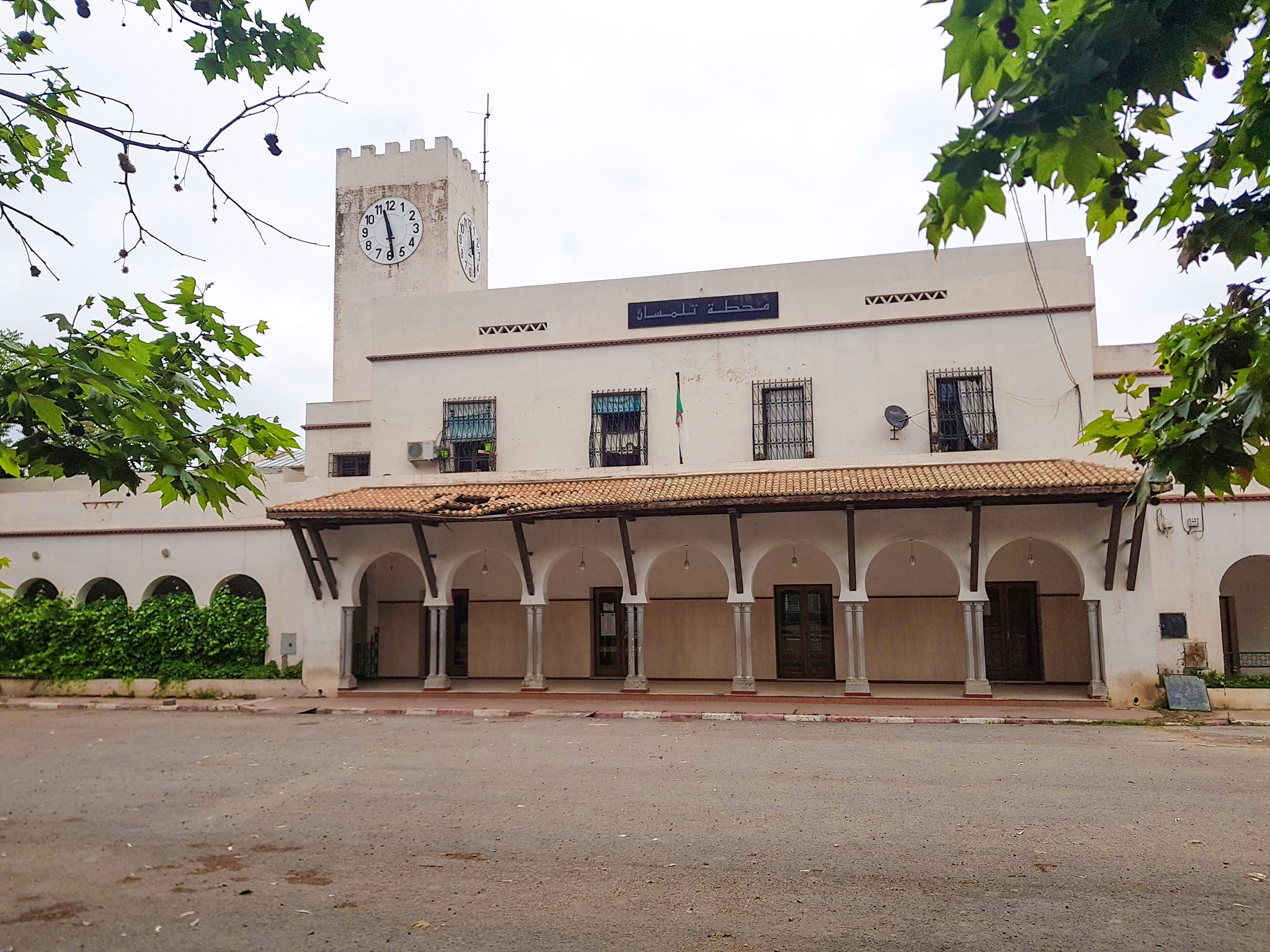
La gare de Tlemcen en 2018.
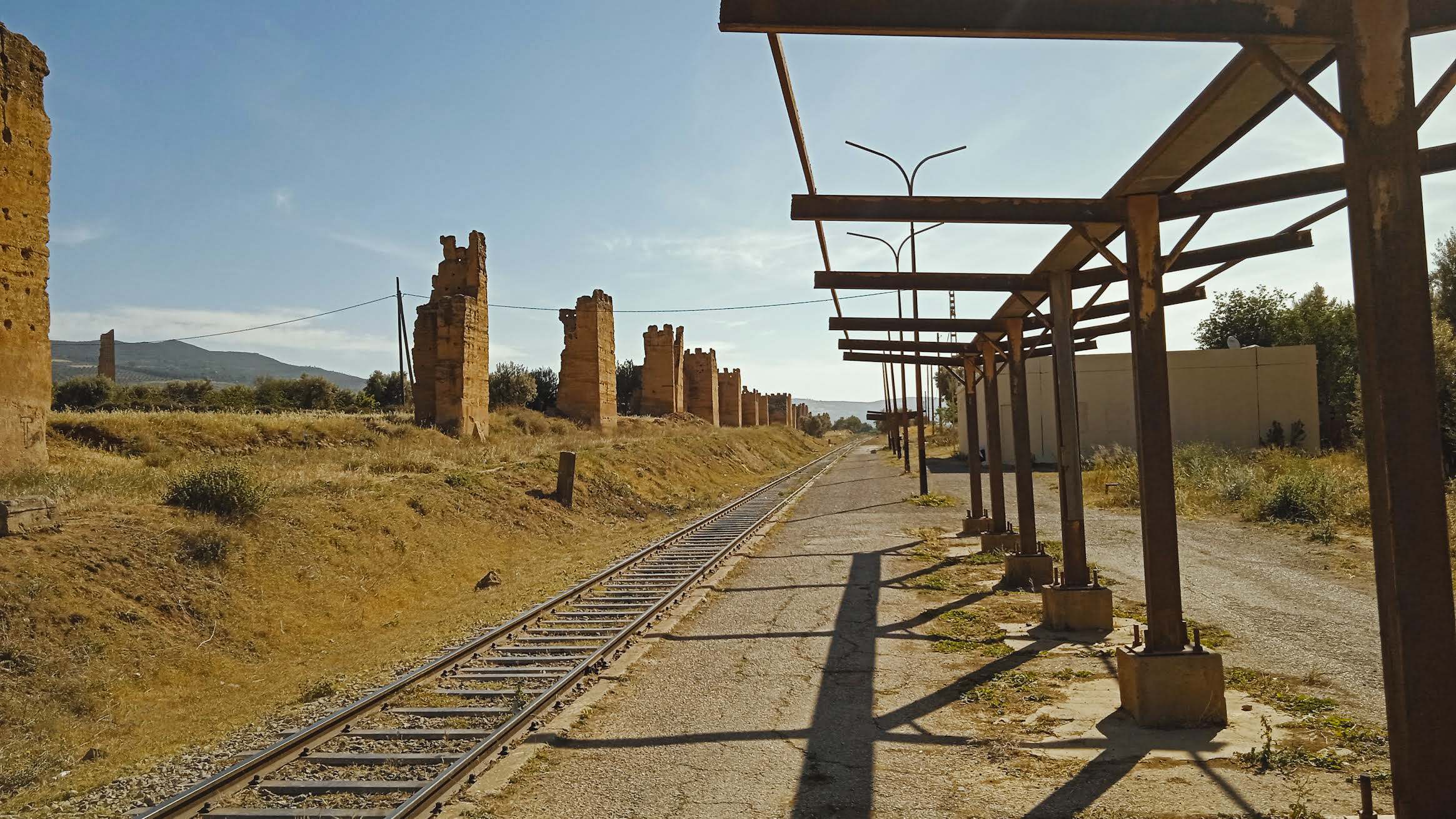
La gare d'Imama en 2023.
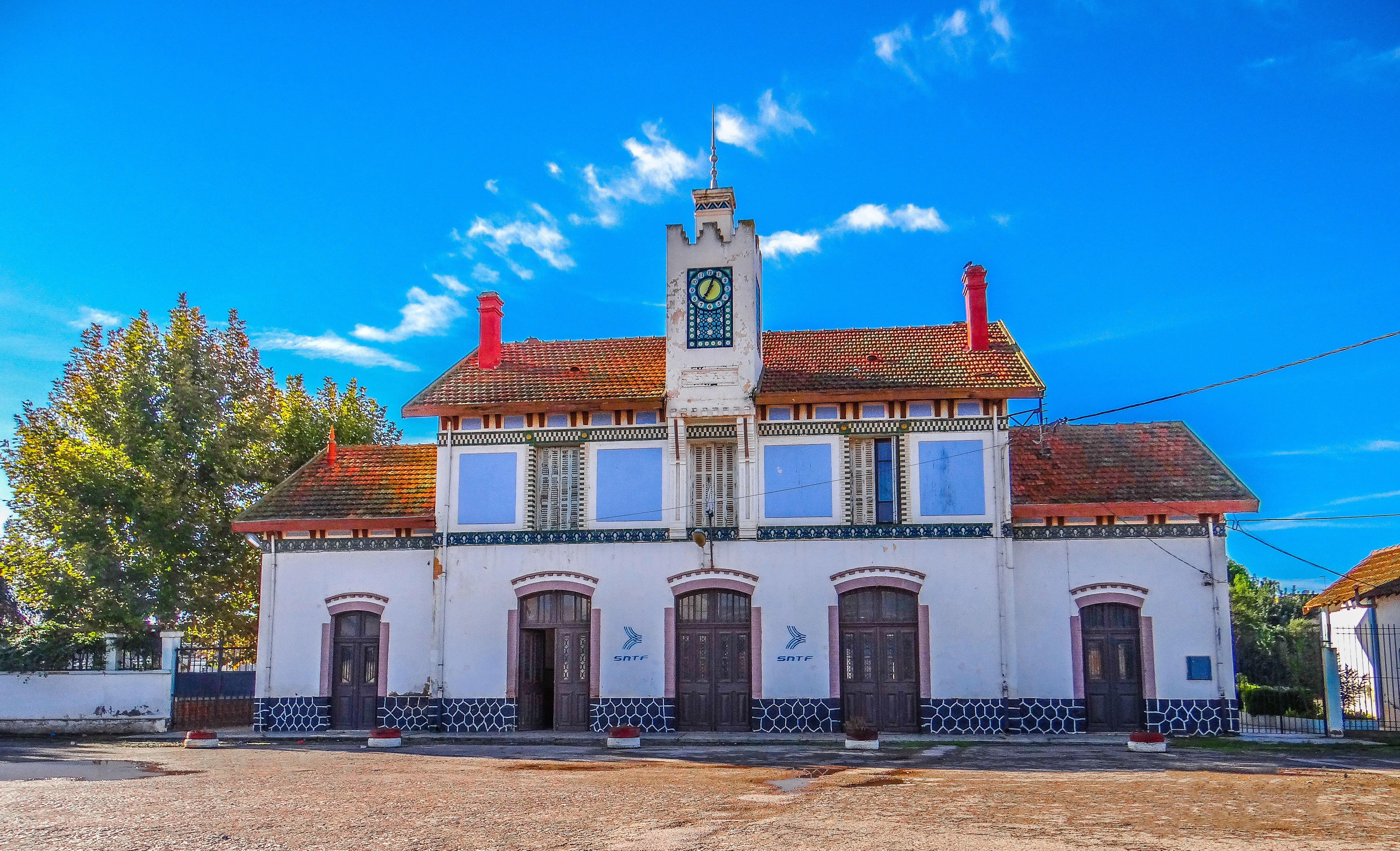
La gare de Maghnia en 2018.